# Coccophagoides orientalis
Coccophagoides orientalis är en stekelart som först beskrevs av Agarwal 1964.  Coccophagoides orientalis ingår i släktet Coccophagoides och familjen växtlussteklar. Inga underarter finns listade i Catalogue of Life.